# Xã Bay Lake, Quận Crow Wing, Minnesota
Xã Bay Lake (tiếng Anh: Bay Lake Township) là một xã thuộc quận Crow Wing, tiểu bang Minnesota, Hoa Kỳ. Năm 2010, dân số của xã này là 929 người.